# Jakub Dębski
Jakub „Dem” Dębski (ur. 10 czerwca 1988 w Warszawie) – polski autor komiksów, rysownik, scenarzysta, YouTuber, animator i recenzent filmowy. Autor popularnej internetowej serii internetowej Kuce z Bronksu.

## Twórczość

### Komiks
Jest przedstawicielem komiksu minimalistycznego, często wymieniany obok Jacka Świdzińskiego i Jana Mazura.
Od 2004 roku publikuje komiksy internetowe. Popularność przyniosła mu seria pasków, a z czasem także plansz komiksowych Duże Ilości Naraz Psów. Od 2010 wydaje swoją twórczość na papierze pod szyldem Demland.
Członek założyciel netKolektywu, grupy zrzeszającej twórców komiksów internetowych. Jako scenarzysta współpracował między innymi z rysowniczką Anną Krztoń i rysownikami Tomaszem Grządzielą oraz Robertem Sienickim.
W 2025 komiksem Czyjś syn zdobył nagrody za najlepszy komiks i scenariusz podczas dwunastej edycji festiwalu Złote Kurczaki.

### YouTube
W 2011 roku Dębski upublicznił pierwszy film na swoim kanale Dem3000 na platformie YouTube. Była to reklama towarów związanych z jego komiksami z serii Duże Ilości Naraz Psów. Na przestrzeni lat rozszerzał i modyfikował profil kanału. Obecnie znaleźć można na nim krótkie animacje, skecze, satyryczne vlogi, a także recenzje i rankingi filmowe.
Największą popularność przyniosła mu seria krótkich animacji Kuce z Bronksu, będących w dużej mierze parodią My Little Pony: Przyjaźń to magia, w której niewyraźnie komunikujące się ze sobą kuce dokonują ciągłych przewrotów i walk o władzę.
W 2020 roku Kuce z Bronksu zaczęły pojawiać się na transparentach podczas marszy i protestów LGBT. Także podczas Strajku kobiet na wielu transparentach pojawiły się podobizny kucy z wariacjami na temat wypowiadanych przez nie kwestii z serialu. Autor w reakcji zasygnalizował swoje wsparcie, tworząc specjalny odcinek Kucy i udostępniając w sieci stworzone przez siebie kolejne wzory transparentów do wydrukowania.

## Wybrane publikacje

### Albumy wydawnictwa Demland
Dębski jest autorem rysunków i scenariusza każdego z poniższych.
- Jeże (2017) ISBN 978-83-948880-0-8.
- Farsy (2018) ISBN 978-83-948880-1-5.
- Duże Ilości Naraz Psów 2007-2009 (2018) ISBN 978-83-948880-2-2.
- Raptory (2018) ISBN 978-83-948880-3-9.
- Duże Ilości Naraz Psów 2009-2010 (2019) ISBN 978-83-948880-4-6.
- Frykasy (2019) ISBN 978-83-948880-6-0.
- Magowie (2020) ISBN 978-83-948880-9-1.
- Sosy (2021) ISBN 978-83-964035-1-3.
- Swawole (2023) ISBN 978-83-964035-2-0.
- Czyjś Syn (2024) ISBN 978-83-964035-4-4.

### Wybrane zeszyty wydane przez Demland
Dębski jest autorem rysunków i scenariusza każdego z poniższych, chyba że zaznaczono inaczej.
- Brak zrozumienia dla realizmu (2010), ISBN 978-83-927803-2-8, współpraca z grupą rysowników
- Kundle (2013), ISBN 978-83-937057-0-2.
- Peryferie Kosmosu (2014), ISBN 978-83-937057-6-4.
- Rycerz Agata (2014), ISBN 978-83-937057-7-1.
- Blog Marka Rodzina (2015), ISBN 978-83-941693-1-2.
- Spacerniak (2015), ISBN 978-83-941693-2-9.
- Ostatni serwer (2016), ISBN 978-83-941693-4-3.
- Pa, pa, ptaszki (2016), ISBN 978-83-941693-6-7, rysował Tomasz Grządziela
- Tyci biznesmen daje sobie radę (2017), ISBN 978-83-941693-8-1.
- Spacja – foka ze snu (2018), ISBN 978-83-941693-9-8.
- Kolce (2019), ISBN 978-83-948880-7-7.
- Mięsko (2022), ISBN 978-83-964035-0-6.
- Impreza Neispodzianka (2024), ISBN 978-83-941693-1-2.
- Święte księgi (2025), ISBN 978-83-964035-5-1, rysował Tomasz Grządziela